# De Nederlanden (Van Schendel)
De Nederlanden. Een gedicht van Arthur van Schendel (1874-1946) verscheen begin 1946, na de Tweede Wereldoorlog. Het is een episch gedicht en lofdicht op Nederland, in vijf delen.
Van Schendel heeft De Nederlanden in het oorlogsjaar 1944 geschreven, maar het werd door omstandigheden pas in 1946 gepubliceerd. De uitgave zelf dateert het op 1945. Het manuscript is in bezit van de familie Van Schendel en de autograaf en een typoscript bevinden zich in het Literatuurmuseum. Het is het enige gedicht dat Van Schendel heeft geschreven. Het werd in juli 1945 al aangekondigd. Het gedicht werd begin 1946 door J.M. Meulenhoff te Amsterdam uitgegeven, maar Van Schendel kwam nog in hetzelfde jaar te overlijden. De uitgave werd in het najaar van 1945 gezet uit de letter Bembo en vormgegeven door Huib van Krimpen. Behalve deze druk verscheen het alleen nog in het zevende deel van Verzameld werk (1978), dat later is gedigitaliseerd.
Van deze uitgave werden 25 luxe genummerde exemplaren op Hollandsch papier gedrukt. Deze werden gebonden in halfperkament en voorzien van bruinrode platten. Auteursnaam en titel werden in goud op de rug gestempeld en op het voorplat staat een verguld monogram met de in elkaar geweven letters AvS. Er is volgens de PiCarta in Nederland nergens, in geen enkele openbare collectie nog een luxe exemplaar.